# 중앙고속도로
| 2001년 이전 고속국도 노선 (기종점은 2001년 8월 24일 이전을 기준으로 함) | 2001년 이전 고속국도 노선 (기종점은 2001년 8월 24일 이전을 기준으로 함) |
| ----------------------------------------------------------------------- | ----------------------------------------------------------------------- |
| 노선 기호와 사용 연도                                                   | 19                                                                      |
| 노선 기호와 사용 연도                                                   | 1997년 ~ 2001년                                                         |
| 노선명                                                                  | 부산대구고속도로 (고속국도 제19호선)                                    |
| 기점                                                                    | 부산광역시 사상구                                                       |
| 종점                                                                    | 대구광역시 동구                                                         |

| 2001년 이전 고속국도 노선 (기종점은 2001년 8월 24일 이전을 기준으로 함) | 2001년 이전 고속국도 노선 (기종점은 2001년 8월 24일 이전을 기준으로 함) | 2001년 이전 고속국도 노선 (기종점은 2001년 8월 24일 이전을 기준으로 함) |
| ----------------------------------------------------------------------- | ----------------------------------------------------------------------- | ----------------------------------------------------------------------- |
| 노선 기호와 사용 연도                                                   |                                                                         | 14                                                                      |
| 노선 기호와 사용 연도                                                   | 1994년 ~ 1997년                                                         | 1997년 ~ 2001년                                                         |
| 노선명                                                                  | 중앙고속도로 (고속국도 제14호선)                                        | 중앙고속도로 (고속국도 제14호선)                                        |
| 기점                                                                    | 대구광역시 북구                                                         | 대구광역시 북구                                                         |
| 종점                                                                    | 강원도 춘천시                                                           | 강원도 춘천시                                                           |

중앙고속도로(中央高速道路, 고속국도 제55호선)는 부산광역시 사상구를 기점으로, 강원특별자치도 춘천시를 종점으로 하여 남북을 잇는 대한민국의 고속도로이다. 이 고속도로는 한국도로공사에서 운영하는 국가 재 구간과 민간에서 운영하는 민자 구간이 혼재되어 있다.

## 개요
부산광역시 사상구를 기점으로 대동 분기점에서는 지선이 분기하고, 동대구 분기점에서 금호 분기점까지 경부고속도로와 중첩되며, 금호 분기점에서 본선으로 진입하여 경상북도, 충청북도를 거쳐 강원특별자치도 춘천시를 잇는 고속도로이다. 지선 고속도로는 김해 분기점에서 양산 분기점의 18.2 km 구간을 잇는 중앙고속도로지선(中央高速道路支線, 고속국도 제551호선)이 있다.
시멘트의 주요 생산지인 강원도 남부지역과 충청북도 북동부 지역은 많은 물동량에도 불구하고 도로교통이 타 지역에 비해 상당히 낙후되어 있었다. 이러한 문제를 해결하고 국토의 균형 발전을 위해 대구에서 시작하여 춘천까지 이어지는 중앙고속도로가 건설되었다. 고속도로가 없었던 경남, 경북 중동부 지역과 경상북도 북부 지역, 충청북도 동북부 지역, 강원특별자치도 영서 지역에 고속도로 혜택을 부여하고 다른 지역과의 접근성 향상과 지역 발전에 기여하고 있다.
부산광역시 대동 분기점~대구광역시 동대구 분기점 구간은 민간투자고속도로로 대개 대구부산고속도로로 불리며, 현대산업개발을 모체로 하는 신대구부산고속도로주식회사가 경영 부분을 맡고 있다. 개통 초기 홍보 광고에서 "경부고속도로여 허리를 펴라"라는 공격적인 광고와 I-Way라는 캐치를 사용하였다.
대구 - 부산 구간은 경부고속도로가 건설될 당시에 공업·관광 산업 육성 계획에 따라 부산-대구 구간이 경부선의 부산 - 청도 - 밀양 - 부산이 아닌 부산 - 경주 - 울산 - 대구의 동쪽 우회 루트로 돌아가게 되면서 경부선 역취락으로 발달했던 청도와 밀양의 경기 침체를 어느 정도 해결하는 데 도움을 주었다. 그러나 통행료가 상대적으로 비싸다는 게 단점으로 작용하고 있어서, 승용차보다 운수차량 및 화물차량들이 더 많이 통행 중이다.
밀양시에서 김해시 구간 사이에 연약 지반 구간이 있다.

## 역사
- 1989년 10월 20일 : 대구직할시 북구 금호동 ~ 강원도 춘천시 석사동 구간을 고속국도 제14호선 중앙고속도로(중앙선)으로 지정[2]
- 1989년 12월 14일 : 중앙고속도로 신설을 위해 대구직할시 북구 금호동 ~ 경상북도 예천군 보문면 조암동 99.638km 구간과 충청북도 제원군 봉양면 강평리 ~ 강원도 춘천시 석사동 106.235km 구간 도로구역 결정[3][4]
- 1992년 4월 29일 : 부산직할시 강서구 대저1동 ~ 대구직할시 동구 용계동 구간을 고속국도 제19호선 부산 ~ 대구고속도로(부산 ~ 대구선)으로 지정[5]
- 1992년 5월 18일 : 부산 ~ 대구고속도로 대동 ~ 김해 구간 신설을 위해 경상남도 김해군 대동면 월촌리 ~ 부산직할시 강서구 대저1동 8.792km 구간 도로구역 결정[6]
- 1992년 6월 9일 : 춘천 나들목 건설을 위해 강원도 춘성군 동내면 사암리 ~ 신촌리 800m 구간 도로구역 변경[7]
- 1992년 11월 12일 : 중앙고속도로 예천 ~ 제천 구간 신설을 위해 경상북도 예천군 보문면 작곡리 ~ 충청북도 제천군 봉양면 장평리 73.744km 구간 도로구역 결정[8]
- 1992년 12월 31일 : 중앙고속도로 설계 변경(왕복 2차선 → 4차선)으로 인해 대구직할시 북구 금호동 ~ 경상북도 안동군 풍산읍 87.48km 구간, 충청북도 제천군 봉양면 ~ 강원도 원주군 지정면 38.7km 구간, 강원도 홍천군 홍천읍 ~ 춘천시 석사동 26.1km 구간 도로구역 변경[9]
- 1994년 4월 28일 : 1996년 12월까지 낙동대교 건설을 위해 부산직할시 강서구 대저1동 808m 구간 도로구역 변경[10]
- 1994년 10월 21일 : 홍천 나들목 설계 변경으로 인해 강원도 홍천군 홍천읍 하오안리 790m 구간 도로구역 변경[11]
- 1994년 12월 15일 : 금호 분기점 ~ 칠곡 나들목 6.1km 구간, 만종 분기점 ~ 남원주 나들목 6.2km 구간 개통.[12]
- 1995년 2월 18일 : 부산 ~ 대구고속도로 신설을 위해 대구광역시 동구 부동 ~ 경상북도 경산군 남천면 삼성리 19.79km 구간 도로구역 결정[13]
- 1995년 6월 12일 : 2001년 12월까지 안동 ~ 영주 구간 왕복 4차로 확장 공사로 인해 경상북도 안동시 풍산읍 노동 ~ 영주시 장수면 갈산리 25.5km 구간 도로구역 변경[14]
- 1995년 8월 29일 : 칠곡 나들목 ~ 서안동 나들목 79.8km 구간[15], 서제천 나들목 ~ 남원주 나들목 30.1km 구간, 홍천 나들목 ~ 춘천 나들목 25.2km 구간 왕복 2차로 (왕복 4차로 확장을 대비한 형태) 개통.[16]
- 1996년 3월 28일 : 칠곡 나들목 ~ 서안동 나들목, 영주 나들목 ~ 풍기 나들목, 제천 나들목 ~ 남원주 나들목, 홍천 나들목 ~ 춘천 구간의 왕복 4차로 확장 공사 착공
- 1996년 6월 4일 : 2001년 12월까지 중앙고속도로 영주 ~ 제천 구간 신설을 위해 경상북도 영주시 장수면 갈산리 ~ 충청북도 제천시 봉양읍 장평리 60.1km 구간 도로구역 결정[17]
- 1996년 6월 28일 : 대저 분기점 ~ 대동 분기점 7.0km 구간 개통[18]
- 1996년 7월 1일 : 기점을 '대구직할시 북구 금호동'에서 '대구광역시 북구 금호동'으로 변경. 부산 ~ 대구고속도로의 기점을 '부산직할시 강서구 대저1동'에서 '부산광역시 사상구 삼락동'으로, 종점을 '대구직할시 동구 용계동'에서 '대구광역시 동구 용계동'으로 변경.[19]
- 1996년 7월 26일 : 2001년 12월까지 부산 ~ 대구고속도로 삼랑진 ~ 대동 구간 신설을 위해 경상남도 밀양시 삼랑진읍 미전리 ~ 김해시 대동면 덕산리 22.71km 구간 도로구역 결정[20]
- 1996년 12월 7일 : 2001년 12월까지 중앙고속도로 원주 ~ 홍천 구간 신설을 위해 강원도 원주시 지정면 신평리 ~ 홍천군 홍천읍 하오안리 42.6km 구간을 42.3km로 도로구역 변경[21]
- 1997년 2월 13일 : 2000년 12월까지 중앙고속도로 제천 ~ 원주 구간 왕복 4차로 확장 공사 중 일부 구간 선형 변경으로 강원도 원주시 신림면 금창리 ~ 판부면 금대리 3.035km 구간을 2.881km로 도로구역 변경[22]
- 1997년 3월 5일 : 1998년 12월까지 낙동강교 건설 공사를 위해 부산광역시 사상구 삼락동 772m 구간 도로구역 변경[23]
- 1997년 6월 10일 : 1999년 12월까지 동명휴게소 설치 공사를 위해 경상북도 칠곡군 동명면 가천리 980m 구간 도로구역 변경[24]
- 1997년 6월 23일 : 2000년 5월까지 춘천휴게소 (상행) 설치 공사를 위해 강원도 춘천시 동산면 원창리 ~ 동내면 사암리 860m 구간 도로구역 변경[25]
- 1998년 3월 14일 : 2003년까지 부산 ~ 대구고속도로 경산 ~ 삼랑진 구간 신설을 위해 경상북도 경산시 남천면 삼성리 ~ 경상남도 밀양시 가곡동 34.066km 구간 도로구역 결정[26]
- 1998년 6월 10일 : 2000년 12월까지 신림 나들목 개량 및 요금소 설치를 위해 강원도 원주시 신림면 용암리 ~ 신림리 구간[27], 서제천 나들목 개량 및 국도 제5호선 이설을 위해 충청북도 제천시 신동 ~ 봉양읍 장평리 구간[28], 춘천 종점부 입체화 공사를 위해 강원도 춘천시 석사동 ~ 동내면 신촌리 구간 도로구역 변경[29]
- 1998년 6월 27일 : 2002년 12월까지 단양군 단성면 구간 노선 변경을 위해 충청북도 단양군 대강면 두음리 ~ 단성면 상방리 3.18km 구간을 3.204km로[30], 영주휴게소 확장 공사를 위해 경상북도 영주시 장수면 파지리 ~ 안정면 묵리 1.068km 구간 도로구역 변경[31]
- 1998년 7월 2일 : 2002년 12월까지 제천휴게소 신설을 위해 충청북도 제천시 금성면 월림리 ~ 봉양읍 삼거리 구간 도로구역 변경[32]
- 1998년 9월 15일 : 2003년까지 부산 ~ 대구고속도로 경산 ~ 삼랑진 구간 신설을 위해 경상남도 밀양시 가곡동 ~ 삼랑진읍 미전리 9.492km 구간 도로구역 결정[33]
- 1998년 11월 7일 : 2001년까지 남원주 나들목 개량 및 요금소 설치를 위해 강원도 원주시 무실동 구간 도로구역 변경[34]
- 1999년 1월 12일 : 죽령터널 연장을 4,130m에서 4,520m로 조정[35]
- 1999년 7월 1일 : 삼락 나들목 ~ 대저 나들목(강서낙동강교) 1.6km 구간 개통[36]
- 1999년 9월 16일 : 남안동 나들목 ~ 서안동 나들목 16.5km 구간 왕복 4차로 확장 개통, 서안동 나들목 ~ 영주 나들목 25.5km 구간 신설 개통[37]
- 2000년 2월 25일 : 대구 ~ 대동간 고속도로 민간투자사업 실시계획 고시[38]
- 2000년 6월 1일 : 칠곡 나들목 ~ 서안동 나들목 64.9km 구간[39], 영주 나들목 ~ 풍기 나들목 9.5km 구간, 서제천 나들목 ~ 남원주 나들목 37.6km 구간, 홍천 나들목 ~ 춘천 나들목 26.2km 구간이 왕복 4차로로 확장 개통[40]
- 2001년 2월 12일 : 대동 분기점 ~ 동대구 분기점 (신대구부산고속도로 민자구간) 착공
- 2001년 8월 17일 : 만종 분기점 ~ 홍천 나들목 42.5km 구간 개통[41]
- 2001년 8월 25일 : 기존 부산 ~ 대구고속도로 전 구간을 편입하고 노선번호를 제14호에서 제55호로 변경.[42]
- 2001년 9월 14일 : 서제천 나들목이 제천 나들목으로 명칭 변경
- 2001년 12월 14일 : 풍기 나들목 ~ 제천 나들목 51.2km 구간 개통.[43]
- 2002년 4월 8일 : 2006년 2월까지 경산 나들목 진출입로 평면 접속으로 전환하기 위해 대구광역시 동구 용계동 ~ 경상남도 김해시 대동면 월촌리 82.05km 구간 도로구역 변경[44]
- 2002년 12월 5일 : 종점을 '강원도 춘천시 동내면'에서 '강원도 춘천시 신북읍'으로 변경[45]
- 2003년 2월 24일 : 2003년 12월까지 가산 나들목 개량 공사를 위해 경상북도 칠곡군 가산면 천평리 ~ 석우리 500m 구간 도로구역 변경[46]
- 2004년 4월 3일 : 2006년 2월까지 북밀양 나들목 접속부 입체화 공사를 위해 대구광역시 동구 용계동 ~ 경상남도 김해시 대동면 월촌리 82.05km 구간 도로구역 변경[47]
- 2004년 5월 17일 : 2006년 2월까지 대동 요금소 설치, 동대구 나들목 요금소 차로 확장 및 대구 요금소 설치를 위해 대구광역시 동구 용계동 ~ 경상남도 김해시 대동면 월촌리 82.05km 구간 도로구역 변경[48]
- 2005년 5월 14일 : 대구 ~ 부산 고속도로 민자구간 건설 사업시행기간을 2006년 2월로 연기[49]
- 2005년 7월 15일 : 동대구 나들목 ~ 동대구 분기점 구간 임시 개통[50] 및 경부고속도로의 동대구 나들목이 중앙고속도로로 이설되면서 기존 동대구 나들목은 동대구 분기점으로 변경됨.
- 2006년 1월 25일 : 대동 분기점 ~ 동대구 분기점 (신대구부산고속도로 민간투자고속도로) 82.05km 개통[51]
- 2006년 2월 15일 : 대구 ~ 부산 고속도로 민간투자사업 실시계획 변경[52]
- 2007년 11월 8일 : 대동 분기점 ~ 동대구 분기점 구간 제한속도를 최고 110km/h, 최저 60km/h 로 지정[53]
- 2008년 5월 19일 : 2009년까지 춘천 요금소 이전 공사를 위해 강원도 춘천시 동내면 고은리 ~ 사암리 400m 구간 도로구역 변경[54]
- 2009년 1월 14일 : 초정 나들목 개통
- 2009년 5월 27일 : 대동 분기점 ~ 동대구 분기점 구간 제한속도를 최고 110km/h, 최저 60km/h 로 지정[55]
- 2009년 6월 1일 : 대동 분기점 ~ 동대구 분기점 하이패스 시스템 개통[56]
- 2009년 6월 18일 : 춘천 요금소를 동산면 조양리에서 동내면 사암리로 이전[57]
- 2009년 6월 23일 : 2010년 12월까지 가산 나들목 입체화 공사를 위해 경상북도 칠곡군 가산면 석우리 ~ 천평리 1.99km 구간 도로구역 변경[58][59]
- 2009년 7월 15일 : 춘천 분기점 개통
- 2010년 9월 1일 : 대동 분기점 ~ 동대구 분기점 구간 제한속도를 최고 110km/h, 최저 50km/h 로 지정[60]
- 2010년 12월 28일 : 도로명주소에 삼락 나들목부터 춘천 나들목까지 370.85km 구간을 중앙고속도로로 고시[61]
- 2013년 8월 20일 : 청도휴게소가 청도새마을휴게소로 명칭 변경
- 2015년 3월 27일 : 국토교통부고시로 기점을 '부산광역시 사상구 삼락동'으로 명시, 종점을 '강원도 춘천시 신북읍'에서 '강원도 춘천시 석사동'으로 변경[62]
- 2015년 6월 30일 : 제천 분기점 개통
- 2016년 9월 1일 : 대동 분기점 ~ 동대구 분기점 구간 제한속도를 최고 110km/h, 최저 50km/h 로 지정[63]
- 2016년 11월 11일 : 원톨링 시스템 도입으로 김해부산 요금소와 대구 요금소 철거, 신평 분기점 개통
- 2016년 12월 26일 : 안동 분기점 개통
- 2017년 6월 28일 : 군위 분기점 개통
- 2018년 2월 7일 : 대감 분기점 개통
- 2019년 9월 24일 : 단양휴게소가 단양팔경휴게소로 명칭 변경[64]
- 2019년 9월 26일 : 2020년 12월 31일까지 경상북도 경산시 남천면 하도리에 졸음쉼터 설치 공사를 위해 대구광역시 동구 용계동 ~ 경상남도 김해시 대동면 월촌리 82.05km 구간 도로구역 변경[65]
- 2020년 12월 11일 : 밀양 분기점 개통
- 2022년 3월 31일 : 동명동호 분기점 개통

## 구성
- 차선수
  - 삼락 나들목 ~ 초정 나들목, 대동 분기점 ~ 동대구 분기점, 금호 분기점 ~ 춘천 분기점 : 왕복 4차로
  - 초정 나들목 ~ 대동 분기점 : 왕복 6차로
  - 동대구 분기점 ~ 금호 분기점 : 왕복 8차로 (경부고속도로 중복 구간)
- 총 연장
  - 388.10 km (1차로)
  - 348.42 km (2차로)
  - 145.56 km (3차로)
- 제한 속도
  - 춘천 나들목 ~ 동대구 분기점, 대동 분기점 ~ 삼락 나들목 : 최고 100 km/h, 최저 50 km/h (단, 춘천방향 춘천휴게소 - 춘천 나들목 구간, 부산방향 대동분기점 - 대감분기점 구간 최고 100 km/h, 최저 60 km/h, 경부고속도로 중첩 구간 포함)
  - 동대구 분기점 ~ 대동 분기점 : 최고 110 km/h, 최저 70 km/h
- 구간 과속 단속
  - 대구, 부산방향 : 죽령터널 - 수철교 5.6km, 다부 나들목 - 동명휴게소 4km, 제한속도 100km/h
  - 춘천방향 : 동명휴게소 - 다부 나들목 4km, 치악휴게소 - 금대4교 5.9km, 제한속도 100km/h

### 터널
| 터널 이름  | 소재지                                | 길이   | 준공 년도 | 비고      |
| ---------- | ------------------------------------- | ------ | --------- | --------- |
| 상동1터널  | 경상남도 김해시 상동면 매리           | 547m   | 2006년    | 춘천 방면 |
| 상동1터널  | 경상남도 김해시 상동면 매리           | 550m   | 2006년    | 부산 방면 |
| 상동2터널  | 경상남도 김해시 상동면 대감리         | 520m   | 2006년    | 춘천 방면 |
| 용산터널   | 경상남도 김해시 상동면 여차리         | 50m    | 2006년    | 부산 방면 |
| 무척산터널 | 경상남도 김해시 상동면 여차리         | 2,010m | 2006년    | 춘천 방면 |
| 무척산터널 | 경상남도 김해시 상동면 여차리         | 2,030m | 2006년    | 부산 방면 |
| 생림1터널  | 경상남도 김해시 생림면 안양리         | 292m   | 2006년    | 춘천 방면 |
| 생림1터널  | 경상남도 김해시 생림면 안양리         | 240m   | 2006년    | 부산 방면 |
| 생림2터널  | 경상남도 김해시 생림면 안양리         | 517m   | 2006년    | 춘천 방면 |
| 생림2터널  | 경상남도 김해시 생림면 안양리         | 485m   | 2006년    | 부산 방면 |
| 삼랑진터널 | 경상남도 밀양시 삼랑진읍 미전리       | 722m   | 2006년    | 춘천 방면 |
| 삼랑진터널 | 경상남도 밀양시 삼랑진읍 미전리       | 740m   | 2006년    | 부산 방면 |
| 가곡터널   | 경상남도 밀양시 가곡동                | 375m   | 2006년    | 춘천 방면 |
| 고정1터널  | 경상남도 밀양시 산외면 엄광리         | 1,147m | 2006년    | 춘천 방면 |
| 고정1터널  | 경상남도 밀양시 산외면 엄광리         | 1,118m | 2006년    | 부산 방면 |
| 고정2터널  | 경상남도 밀양시 상동면 고정리         | 1,060m | 2006년    | 부산 방면 |
| 고정3터널  | 경상남도 밀양시 상동면 고정리         | 655m   | 2006년    | 춘천 방면 |
| 청도1터널  | 경상북도 청도군 청도읍 유호리         | 571m   | 2006년    | 춘천 방면 |
| 청도1터널  | 경상북도 청도군 청도읍 유호리         | 577m   | 2006년    | 부산 방면 |
| 청도2터널  | 경상북도 경산시 남천면 하도리         | 1,550m | 2006년    | 춘천 방면 |
| 청도2터널  | 경상북도 청도군 화양읍 송금리         | 1,550m | 2006년    | 부산 방면 |
| 남천터널   | 경상북도 경산시 남천면 협석리         | 870m   | 2006년    | 춘천 방면 |
| 남천터널   | 경상북도 경산시 남천면 협석리         | 867m   | 2006년    | 부산 방면 |
| 금호터널   | 대구광역시 북구 금호동                | 670m   | 1995년    | 춘천 방면 |
| 금호터널   | 대구광역시 북구 금호동                | 660m   | 1995년    | 부산 방면 |
| 읍내터널   | 대구광역시 북구 읍내동                | 280m   | 1995년    | 춘천 방면 |
| 읍내터널   | 대구광역시 북구 읍내동                | 288m   | 2000년    | 부산 방면 |
| 다부터널   | 경상북도 칠곡군 동명면 가천리         | 1,041m | 1995년    | 춘천 방면 |
| 다부터널   | 경상북도 칠곡군 동명면 가천리         | 1,075m | 2000년    | 부산 방면 |
| 가산터널   | 경상북도 칠곡군 가산면 석우리         | 765m   | 1995년    | 춘천 방면 |
| 가산터널   | 경상북도 칠곡군 가산면 석우리         | 748m   | 2000년    | 부산 방면 |
| 장천터널   | 경상북도 구미시 장천면 묵어리         | 210m   | 1995년    | 춘천 방면 |
| 장천터널   | 경상북도 구미시 장천면 묵어리         | 210m   | 2000년    | 부산 방면 |
| 군위터널   | 경상북도 구미시 장천면 묵어리         | 468m   | 1995년    | 춘천 방면 |
| 군위터널   | 경상북도 구미시 장천면 묵어리         | 610m   | 2000년    | 부산 방면 |
| 일직터널   | 경상북도 안동시 일직면 평팔리         | 340m   | 1995년    | 춘천 방면 |
| 일직터널   | 경상북도 안동시 일직면 평팔리         | 326m   | 2000년    | 부산 방면 |
| 풍산터널   | 경상북도 안동시 풍산읍 수곡리         | 200m   | 1995년    | 춘천 방면 |
| 풍산터널   | 경상북도 안동시 풍산읍 수곡리         | 210m   | 1999년    | 부산 방면 |
| 보문터널   | 경상북도 예천군 보문면 오암리         | 801m   | 1999년    | 춘천 방면 |
| 보문터널   | 경상북도 안동시 풍산읍 신양리         | 778m   | 1999년    | 부산 방면 |
| 봉현터널   | 경상북도 영주시 봉현면 두산리         | 532m   | 2001년    | 춘천 방면 |
| 봉현터널   | 경상북도 영주시 봉현면 두산리         | 533m   | 2001년    | 부산 방면 |
| 죽령터널   | 충청북도 단양군 대강면 용부원리       | 4,600m | 2001년    | 춘천 방면 |
| 죽령터널   | 경상북도 영주시 풍기읍 수철리         | 4,600m | 2001년    | 부산 방면 |
| 단양터널   | 충청북도 단양군 적성면 현곡리         | 500m   | 2001년    | 춘천 방면 |
| 단양터널   | 충청북도 단양군 적성면 현곡리         | 465m   | 2001년    | 부산 방면 |
| 현곡터널   | 충청북도 단양군 적성면 현곡리         | 220m   | 2001년    |           |
| 적성터널   | 충청북도 단양군 적성면 하리           | 560m   | 2001년    | 춘천 방면 |
| 적성터널   | 충청북도 단양군 적성면 하리           | 616m   | 2001년    | 부산 방면 |
| 제천터널   | 충청북도 제천시 금성면 포전리         | 1,190m | 2001년    | 춘천 방면 |
| 제천터널   | 충청북도 단양군 적성면 상원곡리       | 1,150m | 2001년    | 부산 방면 |
| 치악1터널  | 강원특별자치도 원주시 판부면 금대리   | 193m   | 1995년    | 춘천 방면 |
| 치악2터널  | 강원특별자치도 원주시 판부면 금대리   | 179m   | 1995년    | 춘천 방면 |
| 치악2터널  | 강원특별자치도 원주시 판부면 금대리   | 298m   | 2000년    | 부산 방면 |
| 치악3터널  | 강원특별자치도 원주시 판부면 금대리   | 298m   | 1995년    | 춘천 방면 |
| 치악3터널  | 강원특별자치도 원주시 판부면 금대리   | 320m   | 2000년    | 부산 방면 |
| 치악4터널  | 강원특별자치도 원주시 판부면 금대리   | 147m   | 1995년    | 춘천 방면 |
| 치악4터널  | 강원특별자치도 원주시 판부면 금대리   | 151m   | 2000년    | 부산 방면 |
| 금대1터널  | 강원특별자치도 원주시 판부면 금대리   | 324m   | 1995년    | 춘천 방면 |
| 금대1터널  | 강원특별자치도 원주시 판부면 금대리   | 317m   | 2000년    | 부산 방면 |
| 금대2터널  | 강원특별자치도 원주시 판부면 금대리   | 228m   | 1995년    | 춘천 방면 |
| 금대2터널  | 강원특별자치도 원주시 판부면 금대리   | 213m   | 2000년    | 부산 방면 |
| 만종터널   | 강원특별자치도 원주시 무실동          | 423m   | 1995년    | 춘천 방면 |
| 만종터널   | 강원특별자치도 원주시 무실동          | 434m   | 2000년    | 부산 방면 |
| 횡성터널   | 강원특별자치도 횡성군 공근면 오산리   | 405m   | 2001년    | 춘천 방면 |
| 횡성터널   | 강원특별자치도 횡성군 횡성읍 학곡리   | 367m   | 2001년    | 부산 방면 |
| 공근터널   | 강원특별자치도 횡성군 공근면 매곡리   | 635m   | 2001년    | 춘천 방면 |
| 공근터널   | 강원특별자치도 횡성군 공근면 매곡리   | 570m   | 2001년    | 부산 방면 |
| 삼마치터널 | 강원특별자치도 홍천군 영귀미면 월운리 | 1,436m | 2001년    | 춘천 방면 |
| 삼마치터널 | 강원특별자치도 횡성군 공근면 어둔리   | 1,429m | 2001년    | 부산 방면 |
| 남산터널   | 강원특별자치도 홍천군 홍천읍 장전평리 | 840m   | 2001년    | 춘천 방면 |
| 남산터널   | 강원특별자치도 홍천군 영귀미면 삼현리 | 797m   | 2001년    | 부산 방면 |
| 굴지터널   | 강원특별자치도 홍천군 북방면 굴지리   | 710m   | 1995년    | 춘천 방면 |
| 굴지터널   | 강원특별자치도 홍천군 북방면 굴지리   | 648m   | 2000년    | 부산 방면 |
| 원무1터널  | 강원특별자치도 춘천시 동산면 봉명리   | 497m   | 1995년    | 춘천 방면 |
| 원무1터널  | 강원특별자치도 춘천시 동산면 봉명리   | 498m   | 2000년    | 부산 방면 |
| 원무2터널  | 강원특별자치도 춘천시 동산면 원창리   | 815m   | 1995년    | 춘천 방면 |
| 원무2터널  | 강원특별자치도 춘천시 동산면 원창리   | 808m   | 2000년    | 부산 방면 |
| 원창터널   | 강원특별자치도 춘천시 동산면 원창리   | 224m   | 1995년    | 춘천 방면 |
| 원창터널   | 강원특별자치도 춘천시 동산면 원창리   | 274m   | 2000년    | 부산 방면 |

## 나들목 · 분기점
- 여기서 숫자는 진출입교차점 (IC 및 JC) 번호를 말하고, TG는 요금소(Tollgate), SA는 휴게소(Service Area)를 뜻한다.
- 거리의 단위는 km이다.
- 중첩 구간은 번호란의 배경색을 참조.
  - 연한 파란색(■): 경부고속도로 중첩 구간

| 번호            | 이름             | 로마자 이름          | 구간 거리       | 누적 거리       | 접속 노선 | 소재지          | 소재지                                                              | 비고 |
| 관문대로와 직결 | 관문대로와 직결  | 관문대로와 직결      | 관문대로와 직결 | 관문대로와 직결 | 관문대로와 직결 | 관문대로와 직결 | 관문대로와 직결                                                     | 관문대로와 직결                                                                                          |
| --------------- | ---------------- | -------------------- | --------------- | --------------- | --- | --------------- | ------------------------------------------------------------------- | --- |
|                 | 부산기점         |                      | -               | 0.00            | | 부산광역시      | 사상구                                                              | |
| 1               | 삼락             | Samnak               | 0.20            | 0.20            | 부산광역시도 제31호선 (공항로) 부산광역시도 제33호선 (관문대로) 부산광역시도 제66호선 (강변대로) 체육공원로                     | 부산광역시      | 사상구                                                              | |
| 1               | 삼락             | Samnak               | 0.20            | 0.20            | 부산광역시도 제31호선 (공항로) 부산광역시도 제33호선 (관문대로) 부산광역시도 제66호선 (강변대로) 체육공원로                     | 부산광역시      | 강서구                                                              | |
| 2               | 대저 분기점      | Daejeo JC            | 2.94            | 3.14            | 10호선 남해고속도로 국도 제14호선 (낙동북로) 부산광역시도 제31호선 (공항로) 부산광역시도 제40호선 (낙동북로) 체육공원로         | 부산광역시      | 나들목 역할 병행 춘천방향의 경우 남해고속도로(부산방향) 진출 불가능 | |
| 2-1             | 초정             | Chojeong             |                 |                 | 국가지원지방도 제69호선 (서낙동로) 부산광역시도 제77호선 (서낙동로)                                                             | 경상남도        | 김해시                                                              | 춘천방향 진입과 부산방향 진출만 가능                                                                     |
| 2-2             | 대동             | Daedong              |                 |                 | 국가지원지방도 제69호선 (대동로)                                                                                                | 경상남도        | 김해시                                                              | 부산방향 진입, 춘천방향 진출시 요금지불 본선요금소(나들목, 요금소 일체형)                                |
| 2-2             | 대동 요금소      | Daedong TG           |                 |                 | 국가지원지방도 제69호선 (대동로)                                                                                                | 경상남도        | 김해시                                                              | 부산방향 진입, 춘천방향 진출시 요금지불 본선요금소(나들목, 요금소 일체형)                                |
| 2-3             | 대감 분기점      | Daegam JC            |                 |                 | 600호선 부산외곽순환고속도로 | 경상남도        | 김해시                                                              | |
| 3               | 대동 분기점      | Daedong JC           | 6.98            | 10.12           | 551호선 중앙고속도로지선 | 경상남도        | 김해시                                                              | 춘천방향의 경우 중앙고속도로지선(김해방향) 진출 불가능                                                   |
| 4               | 상동             | Sangdong             | 6.64            | 16.76           | 국가지원지방도 제60호선 (상동로) 국가지원지방도 제69호선 (동북로)                                                               | 경상남도        | 김해시                                                              | |
| 5               | 삼랑진           | Samnangjin           | 15.29           | 32.05           | 국도 제58호선 (삼랑진로) 지방도 제1022호선 (삼랑진로·천태로)                                                                    | 경상남도        | 밀양시                                                              | |
| 6               | 남밀양           | S.Miryang            | 7.56            | 39.61           | 국도 제25호선 (밀양대로) | 경상남도        | 밀양시                                                              | |
| 7               | 밀양             | Miryang              | 6.03            | 45.64           | 국도 제24호선 (밀양대로) 국도 제25호선 (밀양대로·상동로)                                                                        | 경상남도        | 밀양시                                                              | |
| 7-1             | 밀양 분기점      | Miryang JC           |                 |                 | 14호선 함양울산고속도로 | 경상남도        | 밀양시                                                              | |
| SA              | 청도새마을휴게소 | Cheongdo Saemaeul SA |                 |                 | | 경상북도        | 청도군                                                              | 양방향                                                                                                   |
| 8               | 청도             | Cheongdo             | 18.03           | 63.67           | 국도 제20호선 (청려로) 국도 제25호선 (새마을로)                                                                                 | 경상북도        | 청도군                                                              | |
| 9               | 수성             | Suseong              | 22.30           | 85.97           | 국도 제25호선 (달구벌대로) 대구광역시도 제40호선 (달구벌대로) 월드컵로                                                          | 대구광역시      | 수성구                                                              | |
| 10              | 동대구           | E.Daegu              | 3.60            | 89.57           | 국도 제4호선 (화랑로) | 대구광역시      | 동구                                                                | |
| 11              | 동대구 분기점    | E.Daegu JC           | 2.60            | 92.17           | 1호선 경부고속도로 700호선 대구외곽순환고속도로                                                                                 | 대구광역시      | 동구                                                                | 상매 분기점과 연계 부산방향의 경우 대구외곽순환고속도로 진출 불가능 부산방향 직진 시 경부고속도로와 직결 |
| 12              | 도동 분기점      | Dodong JC            |                 |                 | 20호선 새만금포항고속도로 | 대구광역시      | 동구                                                                | 새만금포항고속도로 팔공산 나들목과 연계                                                                  |
| 13              | 북대구           | N.Daegu              |                 |                 | 국도 제4호선 (노원로) 국도 제25호선 (노원로) 대구광역시도 제11호선 (신천대로) 대구광역시도 제12호선 (서변남로)                  | 대구광역시      | 북구                                                                | |
| 14              | 금호 분기점      | Geumho JC            | 16.33           | 108.50          | 1호선 경부고속도로 451호선 중부내륙고속도로지선                                                                                 | 대구광역시      | 북구                                                                | 춘천방향 직진 시 경부고속도로와 직결 부산방향 직진 시 중부내륙고속도로지선과 직결                        |
| 15              | 칠곡             | Chilgok              | 4.78            | 113.28          | 국도 제4호선 (태전로) 국도 제5호선 (칠곡중앙대로) 국도 제25호선 (칠곡중앙대로) 관음로·구암로                                    | 대구광역시      | 북구                                                                | |
| 15-1            | 동명동호 분기점  | Dongmyeong-Dongho JC |                 |                 | 700호선 대구외곽순환고속도로 대구광역시도 제10호선 (호국로)                                                                     | 경상북도        | 칠곡군                                                              | 나들목 겸 분기점 춘천방향의 경우 대구외곽순환고속도로 진출 불가능                                        |
| SA              | 동명휴게소       | Dongmyeong SA        |                 |                 | | 경상북도        | 칠곡군                                                              | 양방향                                                                                                   |
| 16              | 다부             | Dabu                 | 13.90           | 127.18          | 국도 제5호선 (경북대로) 국도 제25호선 (경북대로) 국가지원지방도 제79호선 (호국로·다부원1길) 지방도 제923호선 (호국로·다부원1길) | 경상북도        | 칠곡군                                                              | |
| 17              | 가산             | Gasan                | 6.28            | 133.46          | 국도 제5호선 (경북대로) 국도 제25호선 (낙동대로·송신로)                                                                         | 경상북도        | 칠곡군                                                              | |
| 17-1            | 군위 분기점      | Gunwi JC             |                 | 141.2           | 301호선 영천상주고속도로 | 대구광역시      | 군위군                                                              | |
| 18              | 군위             | Gunwi                | 12.11           | 145.57          | 국도 제5호선 (경북대로) 국도 제67호선 (장천로)                                                                                  | 대구광역시      | 군위군                                                              | |
| SA              | 군위휴게소       | Gunwi SA             |                 |                 | | 대구광역시      | 군위군                                                              | 양방향                                                                                                   |
| 19              | 의성             | Uiseong              | 11.00           | 156.57          | 국도 제5호선 (경북대로) 국가지원지방도 제68호선 (경북대로)                                                                      | 경상북도        | 의성군                                                              | |
| 20              | 안동 분기점      | Andong JC            |                 |                 | 30호선 서산영덕고속도로 | 경상북도        | 안동시                                                              | |
| 21              | 남안동           | S.Andong             | 22.73           | 179.30          | 지방도 제914호선 (풍일로) | 경상북도        | 안동시                                                              | |
| SA              | 안동휴게소       | Andong SA            |                 |                 | | 경상북도        | 안동시                                                              | 양방향                                                                                                   |
| 22              | 서안동           | W.Andong             | 15.00           | 194.30          | 국도 제34호선 (경서로) | 경상북도        | 안동시                                                              | |
| 23              | 예천             | Yecheon              | 13.30           | 207.60          | 지방도 제928호선 (보문로) | 경상북도        | 예천군                                                              | |
| 24              | 영주             | Yeongju              | 12.10           | 219.70          | 국도 제28호선 (예영로) 장수로·충효로                                                                                            | 경상북도        | 영주시                                                              | |
| SA              | 영주휴게소       | Yeongju SA           |                 |                 | | 경상북도        | 영주시                                                              | 양방향(임시 휴게소) (양방향 주유소 없음)                                                                 |
| 25              | 풍기             | Punggi               | 10.20           | 229.90          | 국도 제5호선 (죽령로) 국도 제36호선 (죽령로) 지방도 제931호선 (소백로)                                                          | 경상북도        | 영주시                                                              | |
| 26              | 단양             | Danyang              | 16.98           | 246.88          | 국도 제5호선 (단양로·죽령로) 국도 제36호선 (단양로·죽령로) 지방도 제927호선 (사인암로)                                          | 충청북도        | 단양군                                                              | |
| SA              | 단양팔경휴게소   | Danyang Palgyeong SA |                 |                 | | 충청북도        | 단양군                                                              | 양방향                                                                                                   |
| 27              | 북단양           | N.Danyang            | 14.19           | 261.07          | 지방도 제532호선 (적성로) | 충청북도        | 단양군                                                              | |
| 28              | 남제천           | S.Jecheon            | 12.03           | 273.10          | 국가지원지방도 제82호선 (청풍호로) 지방도 제532호선 (청풍호로)                                                                  | 충청북도        | 제천시                                                              | 춘천방향 진입 시 제천 분기점과 연계                                                                      |
| 28-1            | 제천 분기점      | Jecheon JC           |                 |                 | 40호선 평택제천고속도로 | 충청북도        | 제천시                                                              | |
| SA              | 제천휴게소       | Jecheon SA           |                 |                 | | 충청북도        | 제천시                                                              | 양방향(임시 휴게소) (양방향 주유소 없음)                                                                 |
| 29              | 제천             | Jecheon              | 8.30            | 281.40          | 국도 제5호선 (북부로·제원로) 국도 제38호선 (북부로)                                                                             | 충청북도        | 제천시                                                              | 구 서제천 나들목                                                                                         |
| 30              | 신림             | Sillim               | 12.82           | 294.22          | 국도 제5호선 (치악로) 국가지원지방도 제88호선 (신림황둔로·치악로)                                                               | 강원특별자치도  | 원주시                                                              | |
| SA              | 치악휴게소       | Chiak SA             |                 |                 | | 강원특별자치도  | 원주시                                                              | 양방향                                                                                                   |
| 31              | 남원주           | S.Wonju              | 18.58           | 312.80          | 국도 제19호선 (북원로) (원주시 국도대체우회도로)                                                                                | 강원특별자치도  | 원주시                                                              | |
| 32              | 만종 분기점      | Manjong JC           | 4.95            | 317.75          | 50호선 영동고속도로 | 강원특별자치도  | 원주시                                                              | |
| 32-1            | 신평 분기점      | Sinpyeong JC         |                 |                 | 52호선 광주원주고속도로 | 강원특별자치도  | 원주시                                                              | 양방향 모두 광주원주고속도로(원주방향) 진출 불가능                                                       |
| 33              | 북원주           | N.Wonju              | 7.78            | 325.53          | 국도 제5호선 (북원로) 국도 제19호선 (북원로) 호저로                                                                             | 강원특별자치도  | 원주시                                                              | |
| SA              | 원주휴게소       | Wonju SA             |                 |                 | | 강원특별자치도  | 원주시                                                              | 양방향                                                                                                   |
| 34              | 횡성             | Hoengseong           | 10.71           | 336.24          | 국도 제5호선 (경강로) 국도 제6호선 (경강로) 한우로                                                                              | 강원특별자치도  | 횡성군                                                              | |
| 35              | 홍천             | Hongcheon            | 25.59           | 361.83          | 국도 제44호선 (설악로) | 강원특별자치도  | 홍천군                                                              | |
| SA              | 홍천강휴게소     | Hongcheongang SA     |                 |                 | | 강원특별자치도  | 홍천군                                                              | 춘천방향                                                                                                 |
| 36              | 춘천 분기점      | Chuncheon JC         | 11.29           | 373.12          | 60호선 서울양양고속도로 | 강원특별자치도  | 춘천시                                                              | |
| SA              | 춘천휴게소       | Chuncheon SA         |                 |                 | | 강원특별자치도  | 춘천시                                                              | 양방향                                                                                                   |
| TG              | 춘천 요금소      | Chuncheon TG         |                 |                 | | 강원특별자치도  | 춘천시                                                              | 본선요금소                                                                                               |
| 37              | 춘천             | Chuncheon            | 12.88           | 386.00          | 국도 제5호선 (순환대로·영서로) 국도 제46호선 (순환대로)                                                                         | 강원특별자치도  | 춘천시                                                              | 부산방향 진입과 춘천방향 진출만 가능                                                                     |
|                 | 춘천종점         |                      | 1.09            | 387.09          | 국도 제5호선 (순환대로·영서로)                                                                                                  | 강원특별자치도  | 춘천시                                                              | |
| 영서로와 직결   |                  |                      |                 |                 | |                 |                                                                     | |

## 주요 통과지
부산광역시
- 사상구 (삼락동) - 강서구 (대저1동)

경상남도
- 김해시 (대동면 - 상동면 - 생림면) - 밀양시 (삼랑진읍 - 상남면 - 가곡동 - 용평동 - 활성동 - 산외면 - 상동면)

경상북도
- 청도군 (청도읍 - 화양읍 - 청도읍 - 화양읍) - 경산시 (남천면 - 옥곡동 - 사정동 - 옥산동)

대구광역시
- 수성구 (욱수동 - 노변동 - 대흥동 - 시지동 - 가천동) - 동구 (율하동 - 용계동 - 신평동 - 부동 - 방촌동 - 둔산동 - 검사동 - 도동 - 봉무동 - 불로동) - 북구 (검단동 - 산격동 - 서변동 - 조야동 - 노곡동 - 팔달동 - 금호동 - 태전동 - 관음동 - 읍내동)

경상북도
- 칠곡군 (동명면 - 가산면) - 구미시 (장천면)

대구광역시
- 군위군 효령면

경상북도
- 구미시 장천면

대구광역시
- 군위군 군위읍

경상북도
- 의성군 (봉양면 - 안평면) - 안동시 (일직면 - 남후면 - 풍산읍) - 예천군 (보문면 - 감천면) - 영주시 (장수면 - 안정면 - 봉현면 - 풍기읍)

충청북도
- 단양군 (대강면 - 단성면 - 적성면) - 제천시 (금성면 - 봉양읍)

강원특별자치도
- 원주시 (신림면 - 판부면 - 관설동 - 단구동- 판부면 - 무실동 - 호저면 - 지정면 - 호저면) - 횡성군 (횡성읍 - 공근면) - 홍천군 (동면 - 홍천읍 - 북방면) - 춘천시 (동산면 - 동내면 - 석사동)

## 안개
청도군 구간, 군위 나들목~의성 나들목~서안동 나들목 및 예천 나들목~영주 나들목 구간은 안개가 상습적으로 발생하는 안개 다발 구간이다.

## 사진

### 대구 - 부산 구간
대구 - 부산 구간
- 대동 분기점
- 삼랑진-상동 구간
- 삼랑진-상동 구간
- 삼랑진-상동 구간, 용산터널
- 용산터널, 부산기점 23.0 km 지점
- 철거되기 전 김해부산 요금소의 모습
- 청도새마을휴게소의 모습
- 수성 나들목
- 동대구 나들목

### 대구~죽령
대구광역시, 군위군, 의성군, 안동시, 영주시의 중앙고속도로
- 칠곡 나들목, 부산기점 113.2 km 지점
- 동명휴게소에서 다부터널을 향해 오르는 중앙고속도로
- 의성군 봉양면
- 의성군 안평면
- 군위군 군위읍
- 의성군 안평면
- 의성군 봉양면
- 군위군 군위읍
- 안개 속 군위휴게소
- 남안동 나들목

### 단양~춘천
죽령, 단양군, 제천시, 원주시, 횡성군, 춘천시의 중앙고속도로
- 부산방면 죽령터널
- 부산방면 죽령터널 입구의 구간단속 안내
- 단양 나들목
- 단양 나들목 요금소
- 단양대교
- 단양대교
- 단양대교
- 신림 나들목 1 km 표지
- 신림 나들목 요금소
- 치악 휴게소
- 횡성 나들목 400 m 표지
- 횡성 나들목 150 m 표지
- 횡성 나들목
- 횡성 나들목
- 횡성 나들목 1 km 표지
- 횡성군, 홍천군 경계 지역
- 홍천 나들목
- 홍천 나들목
- 홍천강 졸음쉼터
- 홍천강 졸음쉼터
- 홍천강 졸음쉼터
- 춘천 분기점
- 춘천 분기점
- 춘천 분기점
- 춘천 분기점
- 춘천 분기점
- 춘천 분기점
- 춘천 분기점
- 춘천 분기점
- 홍천 9 km 표지

## 사건 및 사고
- 2015년 1월 16일 강원특별자치도 횡성군 공근면 공근리 중앙고속도로 부산방면 345km 지점에서 43중 연쇄 추돌사고가 발생하여 23명이 부상당했다. 사고가 발생한 원인은 눈으로 인한 빙판길 이라고 밝혔다.[70]
- 2020년 4월 25일 경상북도 안동시 풍천면 인금리의 한 야산에서 산불이 발생하여 남안동 나들목 ~ 서안동 나들목 구간 양방향이 통제되었다.

## 같이 보기
- 중앙고속도로지선
- 신대구부산고속도로
- 관문대로